# Tjörns pastorat
Tjörns pastorat är ett pastorat som omfattar Tjörns kommun i Västra Götalands län.
Tjörns pastorat, som ingår i Uddevalla och Stenungsunds kontrakt, bildades den 1 januari 2010 genom att Rönnängs och Stenkyrka pastorat lades samman. Pastorsexpeditionen ligger i orten Skärhamn i Stenkyrka församling, som därmed får anses vara moderförsamling i det nybildade pastoratet. Genom sammanläggningen återbildades det pastorat som fanns före 1920.
Pastoratskod är 080608.

## Församlingar
- Klövedals församling
- Rönnängs församling
- Stenkyrka församling
- Valla församling

## Kyrkoherdelängd - Series pastorum
- 2010–2013 Jonas Liljeqvist
- 2014–2023 Johan Ernstson